# Kamienica Ratajewiczowska w Tarnowie
Kamienica Ratajewiczowska – najstarsza tarnowska kamienica mieszcząca się pod adresem Rynek 5. 
Od 1992 pełni funkcję siedziby Tarnowskiego Centrum Kultury.

## Historia
- 1483 - powstanie murowanej późnogotyckiej kamienicy z podcieniami i zabudową oficynową
- 1743 - poważne uszkodzenie budynku i zniszczenie oficyny na skutek pożaru i zawalenia się sąsiedniej kamienicy – Rynek 4 (w tym czasie kamienica należała do rodziny Ratajewiczów)
- ok. poł. XVIII wieku - remont kamienicy (ukształtowanie fasady na nowo, zamurowanie podcieni)
- 2 poł. XVIII wieku - budowa oficyny bocznej wzdłuż ulicy Krótkiej, częściowa przebudowa kamienicy, powstanie neorenesansowych opasek na I piętrze
- I wojna światowa - zniszczenie szczytu fasady frontowej oraz oficyny bocznej
- okres międzywojenny - użytkowanie przyziemia jako restauracji
- 1960 - fasada na piętrze od frontu i od ulicy Krótkiej zostaje pokryta malowaną dekoracją geometryczną, gładkie przyziemie ożywiono ostrołucznymi malowanymi arkadami sugerującymi podcienia
- 1979-1992 - remont kamienicy, przeprowadzenie badań archeologicznych
- 29 maja 1992 - przekazanie kamienicy w zarząd i użytkowanie Tarnowskiemu Centrum Kultury